# ジョン・ジェームズ・マールマン
ジョン・ジェームズ・マールマン（John James Mahlmann、1838年11月17日 - 1930年3月19日）は、明治時代にお雇い外国人として来日したオーストラリア生まれのイギリスの船員である。姓はマルマンとも表記される。

## 経歴・人物
ドイツ系イギリス人の子孫としてオーストラリアのニューサウスウェールズ州に生まれる。船員となり、上海に勤務する。
1871年（明治4年）に日本政府の招きにより来日した。瀬戸内海の航路を指導し、日本郵船に勤務した。この業績により、1887年（明治20年）から1900年（明治33年）までジョン・マーシャルの後を継ぎ神戸港の港長を務めた。また同時期に船舶検査法等を整備するなど、日本における海事関係の仕事に携わった。
港長退任後も滞日し、1930年（昭和5年）港長を務めた神戸で死去した。